# Sara Lüscher
Sara Lüscher, född den 11 februari 1986 i Lenzburg, är en schweizisk orienterare som ingick i stafettlaget som tog brons vid VM 2013 och guld i stafett vid VM 2014.